# ナイトメアー・ビフォア・クリスマス オリジナル・サウンドトラック
『ナイトメアー・ビフォア・クリスマス オリジナル・サウンドトラック』（原題: The Nightmare Before Christmas: Original Motion Picture Soundtrack）は、1993年に公開された同名のミュージカルアニメーション映画のサウンドトラック。1992年10月12日にウォルト・ディズニー・レコードから発売された。サウンドトラックの作詞作曲はダニー・エルフマンが手がけた。1994年のゴールデングローブ賞で作曲賞にノミネートした。
2006年10月24日、同年のディズニーデジタル3-Dを使用した再上映に合わせてマリリン・マンソン、フィオナ・アップル、フォール・アウト・ボーイ、シー・ウォンツ・リヴェンジ、パニック!アット・ザ・ディスコによるカバー版やエルフマンによるデモ音源を収録したボーナス・ディスクを加えたスペシャル・エディションが発売された。

## 背景
エルフマンは、監督のティム・バートンとともに映画の製作した当時について（アニメでの）ミュージカルをどのように手掛けるかというガイドブックみたいなものは当然なかったし、僕ら二人ともそれまでミュージカルを手掛けたことはなかったんだ。どのように作品を始めてよいかもわからなかったし、最初は脚本もなかった。そこで、ティムには『僕には少しずつストーリーを、まるで暖炉で甥に語りかけるように話してくれ』と伝えたんだ。すると、彼はアニメ化したシーンを通して説明してくれた。その後、1曲を約3日間かけて作り、映画内の時系列順に30日間で10曲書いたよと回想している。
映画のサウンドトラックの制作にあたり、監督のバートンとエルフマンとの間でポップ・ソングのようにはしたくないという点で意見が一致していた。サウンドトラックについてエルフマンはコンテポラリーではなく、時を超越したような曲を生み出そうとふたりで考えていました。クルト・ヴァイルからギルバート・アンド・サリヴァン、初期のロジャース・アンド・ハマースタインまで、いろいろなところから影響を受けていますと語っている。このほか、「ウギー・ブギーのうた」ではジャズからの影響が見られる。

## 収録曲
| 全作詞・作曲: ダニー・エルフマン。 |                                                                          |                    |                    |                                                                         |      |
| #                                  | タイトル                                                                 | 作詞               | 作曲・編曲         | アーティスト                                                            | 時間 |
| 1.                                 | 「序曲」(Overture)                                                       | ダニー・エルフマン | ダニー・エルフマン |                                                                         | 1:48 |
| 2.                                 | 「オープニング」(Opening)                                                | ダニー・エルフマン | ダニー・エルフマン | パトリック・スチュワート                                                | 0:57 |
| 3.                                 | 「ハロウィーン・タウンへようこそ」(This Is Halloween)                    | ダニー・エルフマン | ダニー・エルフマン | シチズンズ・オブ・ハロウィーン                                          | 3:16 |
| 4.                                 | 「ジャックの嘆き」(Jack's Lament)                                        | ダニー・エルフマン | ダニー・エルフマン | ダニー・エルフマン                                                      | 3:14 |
| 5.                                 | 「フィンケルスタイン博士 / 森の中で」(Doctor Finklenstein/In the Forest) | ダニー・エルフマン | ダニー・エルフマン |                                                                         | 2:36 |
| 6.                                 | 「クリスマスって?」(What's This?)                                        | ダニー・エルフマン | ダニー・エルフマン | ダニー・エルフマン                                                      | 2:59 |
| 7.                                 | 「ハロウィーン・タウンの町会」(Town Meeting Song)                        | ダニー・エルフマン | ダニー・エルフマン | ダニー・エルフマン & キャスト                                           | 2:56 |
| 8.                                 | 「ジャックとサリーのモンタージュ」(Jack and Sally Montage)               | ダニー・エルフマン | ダニー・エルフマン |                                                                         | 5:17 |
| 9.                                 | 「ジャックが変だ!」(Jack's Obsession)                                    | ダニー・エルフマン | ダニー・エルフマン | ダニー・エルフマン & キャスト                                           | 2:46 |
| 10.                                | 「サンディ・クローズを誘拐しろ」(Kidnap the Sandy Claws)                 | ダニー・エルフマン | ダニー・エルフマン | ポール・ルーベンス、キャサリン・オハラ & ダニー・エルフマン             | 3:02 |
| 11.                                | 「クリスマスを始めよう」(Making Christmas)                               | ダニー・エルフマン | ダニー・エルフマン | ダニー・エルフマン & シチズンズ・オブ・ハロウィーン                     | 3:57 |
| 12.                                | 「捕らわれて」(Nabbed)                                                   | ダニー・エルフマン | ダニー・エルフマン |                                                                         | 3:04 |
| 13.                                | 「ウギー・ブギーのうた」(Oogie Boogie's Song)                            | ダニー・エルフマン | ダニー・エルフマン | ケン・ペイジ with エド・アイヴォリー                                    | 3:17 |
| 14.                                | 「サリーのうた」(Sally's Song)                                           | ダニー・エルフマン | ダニー・エルフマン | ダニー・エルフマン                                                      | 1:47 |
| 15.                                | 「クリスマス・イヴのモンタージュ」(Christmas Eve Montage)                | ダニー・エルフマン | ダニー・エルフマン |                                                                         | 4:44 |
| 16.                                | 「哀れなジャック」(Poor Jack)                                            | ダニー・エルフマン | ダニー・エルフマン | ダニー・エルフマン                                                      | 2:31 |
| 17.                                | 「救出へ」(To the Rescue)                                                | ダニー・エルフマン | ダニー・エルフマン |                                                                         | 3:38 |
| 18.                                | 「フィナーレ / サンタの贈物」(Finale/Reprise)                            | ダニー・エルフマン | ダニー・エルフマン | ダニー・エルフマン、キャサリン・オハラ & シチズンズ・オブ・ハロウィーン | 2:45 |
| 19.                                | 「クロージング」(Closing)                                                | ダニー・エルフマン | ダニー・エルフマン |                                                                         | 1:26 |
| 20.                                | 「終曲」(End Title)                                                      | ダニー・エルフマン | ダニー・エルフマン |                                                                         | 5:05 |
| 合計時間:                          | 合計時間:                                                                | 合計時間:          | 61:05              |                                                                         |      |

### ボーナス・ディスク（スペシャル・エディション）
| 全作詞・作曲: ダニー・エルフマン。 |                                                                         |                    |                    |                                |      |
| #                                  | タイトル                                                                | 作詞               | 作曲・編曲         | アーティスト                   | 時間 |
| 1.                                 | 「ハロウィーン・タウンへようこそ」(This Is Halloween)                   | ダニー・エルフマン | ダニー・エルフマン | マリリン・マンソン             | 3:22 |
| 2.                                 | 「サリーのうた」(Sally's Song)                                          | ダニー・エルフマン | ダニー・エルフマン | フィオナ・アップル             | 3:20 |
| 3.                                 | 「クリスマスって?」(What's This?)                                       | ダニー・エルフマン | ダニー・エルフマン | フォール・アウト・ボーイ       | 3:00 |
| 4.                                 | 「サンディ・クローズを誘拐しろ」(Kidnap the Sandy Claws)                | ダニー・エルフマン | ダニー・エルフマン | シー・ウォンツ・リヴェンジ     | 5:09 |
| 5.                                 | 「ハロウィーン・タウンへようこそ」(This Is Halloween)                   | ダニー・エルフマン | ダニー・エルフマン | パニック・アット・ザ・ディスコ | 3:36 |
| 6.                                 | 「クリスマスを始めよう（デモ）」(Making Christmas (Demo))               | ダニー・エルフマン | ダニー・エルフマン | ダニー・エルフマン             | 5:34 |
| 7.                                 | 「ウギー・ブギーのうた（デモ）」(Oogie Boogie's Song (Demo))            | ダニー・エルフマン | ダニー・エルフマン | ダニー・エルフマン             | 3:15 |
| 8.                                 | 「ハロウィーン・タウンへようこそ（デモ）」(This Is Halloween (Demo))    | ダニー・エルフマン | ダニー・エルフマン | ダニー・エルフマン             | 2:51 |
| 9.                                 | 「サンディ・クローズを誘拐しろ（デモ）」(Kidnap the Sandy Claws (Demo)) | ダニー・エルフマン | ダニー・エルフマン | ダニー・エルフマン             | 3:19 |
| 合計時間:                          | 合計時間:                                                               | 合計時間:          | 33:26              |                                |      |

| #         | タイトル                                                         | 作詞  | 作曲・編曲 | 時間 |
| --------- | ---------------------------------------------------------------- | ----- | ---------- | ---- |
| 10.       | 「ハロウィーン・タウンの町会（デモ）」(Town Meeting Song (Demo)) |       |            | 2:47 |
| 11.       | 「クリスマスって?（デモ）」(What's This? (Demo))                 |       |            | 3:00 |
| 合計時間: | 合計時間:                                                        | 39:13 |            |      |

## クレジット
※出典
主要な歌手
- ダニー・エルフマン（ジャック、バレル）
- キャサリン・オハラ（サリー）
- グレン・シャディックス（町長）
- ケン・ペイジ（ウギー・ブギー）
- ポール・ルーベンス（ロック）
- サンタ（エド・アイヴォリー）

バックグラウンド・ボーカリスト
- シェアウッド・ボール
- デビ・ダースト
- ランディー・クレンシャー
- ケリー・カッツ
- スーザン・マクブライド
- ボビイ・ペイジ
- グレッグ・プループス
- カーメン・トゥイリー
- グレン・ウォルターズ

演奏
- スティーヴ・バーテク – 音楽監督、オーケストレーション（楽曲）
- マーク・マッケンジー – オーケストレーション（スコア）
- クリス・ボードマン – 指揮者（楽曲）
- J・A・C・レッドフォード – 指揮者（スコア）
- マーク・マン – 追加のオーケストレーション

技術
- ダニー・エルフマン – プロデューサー
- ボブ・バダミ – アソシエイト・プロデューサー、サウンドエディター
- リチャード・クラフト – アソシエイト・プロデューサー
- ビル・ジャクソン – レコーディング・エンジニア（ボーカル）
- ロバート・フェルナンデス – レコーディング・エンジニア（楽曲）
- ショーン・マーフィー – レコーディング・エンジニア（楽曲・スコア）
- シャロン・ライス – アシスタント・エンジニア
- ビル・イージーストーン – アシスタント・エンジニア
- マイク・ピエルサンテ – アシスタント・エンジニア
- アンディ・ベース – アシスタント・エンジニア
- デイヴ・コリンズ – サウンドエディター、マスタリング
- レティシア・ロジャース – アシスタント・サウンドエディター
- ボビイ・ペイジ – コントラクター（ボーカル）
- パティ・ジミッティ – コントラクター（オーケストラ）
- ジョエル・フランクリン – 写譜
- ミーガン・カヴァラーリ – デモ・アシスタント
- ゲイリー・アドラー – アートディレクター

### ボーナス・ディスク
ハロウィーン・タウンへようこそ（マリリン・マンソン）
- マリリン・マンソン – プロデューサー、ミキシング
- ティム・スコルド – プロデューサー、ミキシング

サリーのうた（フィオナ・アップル）
- マイク・エリゾンド – アップライトベース、プロデューサー
- ザック・レイ – キーボード
- チャーリー・ドレイトン – ドラム
- ザ・セクション・カルテット（エリック・ゴーフィン、ダフネ・チェン、リア・カッツ、リチャード・ドッド）
- エリック・ゴーフィン – ストリングスアレンジ
- アダム・ホーキンス – エンジニア、ミキシング
- エリン・J・ファンク＝ダブラン – アシスタント・エンジニア
- ジョリー・レヴィン – プロジェクト・コーディネーター

クリスマスって?（フォール・アウト・ボーイ）
- ニール・アヴロン – プロデューサー、レコーディング・エンジニア、ミキシング
- エリヒ・タラバ – レコーディング・エンジニア
- マット・グリーン – エンジニア（Pro Tools）
- ゼフ・ソワーズ – アシスタント・エンジニア
- ジョージ・ガムス – ミキシング・アシスタント

サンディ・クローズを誘拐しろ（シー・ウォンツ・リヴェンジ）
- コーン – プロデューサー

ハロウィーン・タウンへようこそ（パニック・アット・ザ・ディスコ）
- パニック・アット・ザ・ディスコ – プロデューサー、レコーディング・エンジニア
- ロブ・メイセス – プロデューサー、オーケストラアレンジ、指揮者
- ライアン・ロス – ボーカルアレンジ
- ブレンドン・ユーリー – ボーカルアレンジ
- マーク・マンデルバウム – レコーディング・エンジニア（オーケストラ）
- サンドラ・パーク – コンサートマスター、オーケストラ・コントラクター
- マイク・キャスティール – 写譜
- ローリ・キャスティール – 写譜
- クリス・ショー – ミキシング

デモ音源
- ダニー・エルフマン – ボーカル、アレンジ（シンセサイザー）、オーケストレーション、演奏、プロデューサー
- ビル・ジャクソン – レコーディング・エンジニア
- ノア・スナイダー – ミキシング
- ティム・バートン – プロデューサー

制作
- ダニー・マークマン – A&R
- ジェフ・ローウィ – 商務
- パット・サリヴァン – マスタリング
- スティーヴ・ゲルデス – クリエイティヴ・ディレクター
- グレッグ・ロス – アルバム・デザイン

## チャート成績
| チャート (2019年 - 2023年) | 最高位 |
| -------------------------- | ------ |
| カナダ (Billboard)         | 33     |
| US Billboard 200           | 36     |

## 認定
| 国/地域                                                       | 認定   | 認定/売上数 |
| ------------------------------------------------------------- | ------ | ----------- |
| イギリス (BPI)                                                | Silver | 60,000      |
| アメリカ合衆国 (RIAA)                                         | Gold   | 500,000^    |
| ^ 認定のみに基づく出荷枚数 · 認定のみに基づく売上数と再生回数 |        |             |